# Канаринац (филм)
„Канаринац” је југословенски кратки филм из 1974. године. Режирао га је Мехмед Фехимовић који је написао и сценарио.

## Улоге
| Глумац                     | Улога |
| -------------------------- | ----- |
| Драгољуб Милосављевић Гула |       |